# Post-pérovskite
La post-pérovskite est un polymorphe de haute pression du métasilicate de magnésium MgSiO3, très probablement présent dans la couche D″ à l'interface entre le noyau et le manteau terrestres (135 GPa, 3 250 °C). Cette phase a la même structure cristalline que le polymorphe de haute pression de l'iridate de calcium CaIrO3.

## Cristallographie
La post-pérovskite cristallise dans le système cristallin orthorhombique, avec le groupe d'espace Cmcm et Z=4 unités formulaires par maille conventionnelle. Ses paramètres de maille {\displaystyle a}, {\displaystyle b} et {\displaystyle c} ont été déterminés à température ambiante sous des pressions différentes :
- à 116 000 MPa, {\displaystyle a} = 2,469 Å, {\displaystyle b} = 8,117 Å et {\displaystyle c} = 6,151 Å (conduisant à un volume de maille V = 123,3 Å3 et une masse volumique calculée de 5,41 g/cm3)[1] ;
- à 121 000 MPa, {\displaystyle a} = 2,456 Å, {\displaystyle b} = 8,042 Å et {\displaystyle c} = 6,093 Å (conduisant à un volume de maille V = 120,3 Å3 et une masse volumique calculée de 5,54 g/cm3)[2].

La structure de la post-pérovskite est formée de feuillets alternés d'octaèdres SiO6 et de dodécaèdres d'oxygène centrés sur un atome de magnésium, perpendiculaires à l'axe b. Cette charpente permet l'adaptation facile du volume de maille occupé par les différents types de polyèdres et de cations.

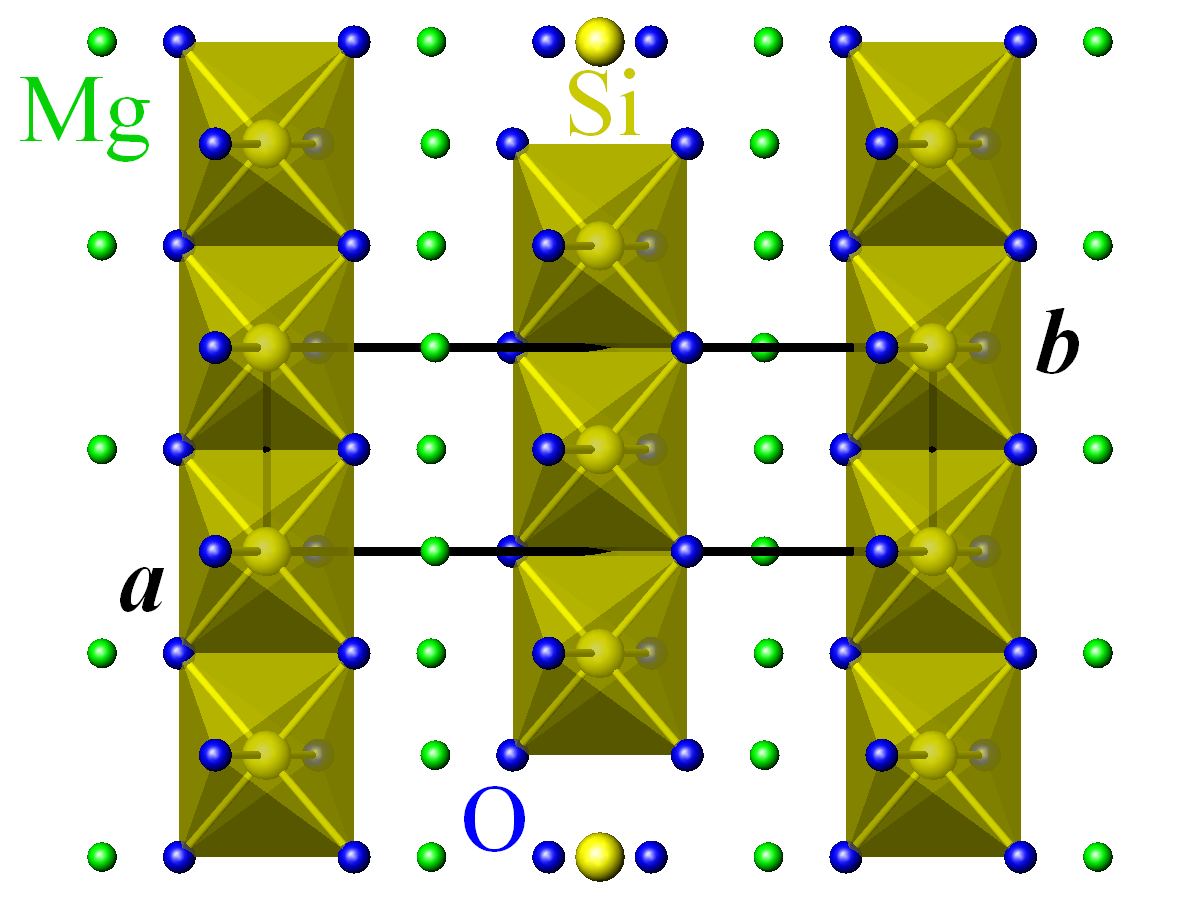
Structure de la post-pérovskite projetée dans le plan (a,b).
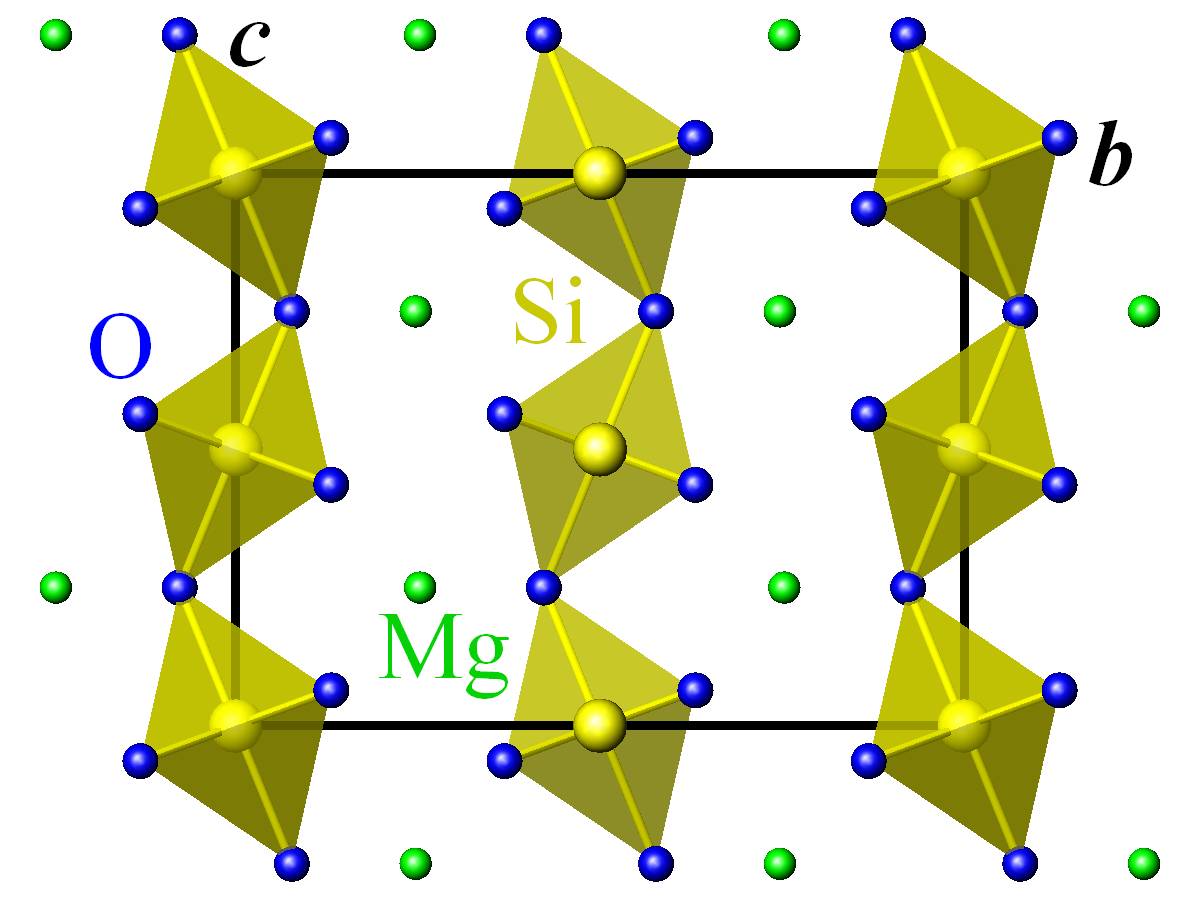
Structure de la post-pérovskite projetée dans le plan (b,c).

Cette structure est beaucoup plus anisotrope que celle de la pérovskite du manteau inférieur, avec un axe b significativement plus compressible que les deux autres axes cristallographiques.